# Magick Brother
Magick Brother – debiutancki album studyjny grupy rockowej Gong, wydany w 1970 roku nakładem BYG Actuel. Obok nazwy zespołu na okładce wyszczególniono nazwiska głównych twórców płyty, Daevida Allena i Gilli Smyth. Album niekiedy wznawiany był pt. Magick Brother, Mystic Sister.

## Lista utworów
Opracowano na podstawie materiału źródłowego.
Wydanie LP:
Strona A - Early Morning
| Nr | Tytuł utworu                          | Słowa       | Muzyka      | Długość |
| -- | ------------------------------------- | ----------- | ----------- | ------- |
| 1. | „Mystic Sister/Magick Brother”        | Gilli Smyth | Gilli Smyth | 5:54    |
| 2. | „Rational Anthem”                     | Gilli Smyth | Gilli Smyth | 4:08    |
| 3. | „Glad to Sad to Say”                  | Gilli Smyth | Gilli Smyth | 3:45    |
| 4. | „Chainstore Chant /Pretty Miss Titty” | Gilli Smyth | Gilli Smyth | 4:49    |
| 5. | „Fredfish/Hope You Feel OK”           | Gilli Smyth | Gilli Smyth | 4:28    |
|    |                                       |             |             | 23:04   |

Strona B - Late Night
| Nr | Tytuł utworu             | Słowa       | Muzyka      | Długość |
| -- | ------------------------ | ----------- | ----------- | ------- |
| 1. | „Ego”                    | Gilli Smyth | Gilli Smyth | 3:58    |
| 2. | „Gongsong”               | Gilli Smyth | Gilli Smyth | 4:12    |
| 3. | „Princess Dreaming”      | Gilli Smyth | Gilli Smyth | 2:56    |
| 4. | „5 & 20 Schoolgirls”     | Gilli Smyth | Gilli Smyth | 4:37    |
| 5. | „Cos You Got Green Hair” | Gilli Smyth | Gilli Smyth | 5:05    |
|    |                          |             |             | 20:48   |

- utwór Rational Anthem pojawiał się również pod nazwą Change the World

## Twórcy
Opracowano na podstawie materiału źródłowego.
Muzycy:
- Daevid Allen – gitara, gitara basowa, śpiew
- Gilli Smyth – głos, (kosmiczny) śpiew
- Didier Malherbe – saksofon sopranowy, flet

Dodatkowi muzycy:
- Earl Freeman – kontrabas (B1), fortepian (B2)
- Dieter Gewissler – kontrabas (A1, B2)
- Burton Green – fortepian (B1)
- Rachid Houari – perkusja, tabla
- Barre Phillips – kontrabas (A3, B8)
- Tasmin Smyth – głos (A1, B3)

Produkcja:
- Jean Georgakarakos, Jean-Luc Young - produkcja muzyczna
- Pierre Lattès – produkcja wykonawcza
- Daevid Allen – projekt oprawy graficznej